# Abdel Gadir Salim
Abdel Gadir Salim (* um 1950 in Dilling, Sudan) ist ein sudanesischer Musiker.

## Leben
Biografische Angaben zu Abdel Gadir Salim sind nur spärlich vorhanden. Er wurde in der Kleinstadt Dilling in den Nuba-Bergen (etwa 130 Kilometer südlich von El-Obeid) in der sudanesischen Provinz Kordofan geboren. Obwohl es in seiner Familie nie einen Musiker gegeben hatte, brachte er sich schon in jungen Jahren das Spiel auf der arabischen Kurzhalslaute Oud bei. Später studierte er klassische europäische und arabische Musik am Institut für Musik und Theater in Khartum, wo der Künstler heute lebt.
Abdel Gadir Salim ist auch Direktor einer Grundschule in Tschad.

## Werk
Abdel Gadir Salim gilt neben Abdel Aziz El Mubarak als einer der führenden Komponisten und Altmeister der sudanesischen Oud-Musik. Zusammen mit seiner Band Merdoum All Stars spielt er überall im arabischen Raum, seit Mitte der 1980er Jahre auch in Europa. Merdoum bezeichnet einen traditionellen Musik- und Tanzstil aus Kordofan, den Salim mit seinem Werk auch in anderen Teilen der Welt bekannt gemacht hat.
Salim wird in seinem frühen Schaffen als Vertreter einer musikalischen Stilrichtung gesehen, die als „Khartoum city song“, als populäre städtische Musik bezeichnet wird. Es handelt sich dabei um eine Mischung aus traditioneller Folklore mit neuen musikalischen Elementen, so etwa mit starken Einflüssen aus dem Jazz. In den frühen 1970er Jahren konzentrierte er sich auf die traditionelle Musik von Kordofan und Darfur. Für den städtischen populären Stil ist die Hinzunahme von westlichen Musikinstrumenten wie Akkordeon oder Saxophon in seiner All-Star-Besetzung charakteristisch. Gleichzeitig betreibt Salim einen musikalischen Brückenschlag zwischen arabischer und afrikanischer Musik, indem er aus ersterer Tonleitern und Motive und aus letzterer typische Perkussionsstile in seinen Stücken verwendet.
Salim hat als Nordsudanese und Muslim im Jahr 2005 mit seiner All-Stars-Band gemeinsam mit dem Rapper Emmanuel Jal, einem Südsudanesen und Christen, sowie mit dessen Hip-Hop-Crew The Reborn Warriors das Album Ceasefire (englisch „Waffenstillstand“) aufgenommen. Dieses gilt als musikalischer Aufruf zum Frieden in Sudan. Dennoch wird Salim als unpolitischer Musiker gesehen, der mit seinen gelegentlich polemischen Texten nicht das Missfallen der islamischen Regierung Sudans wecken will.
Im November 1994 wurde er bei einem Messerüberfall eines fanatischen islamistischen Grundschullehrers verletzt. Bei diesem Angriff wurde der populäre sudanesische Sänger Khogali Osman getötet. Hintergrund war eine von den staatlichen Medien angefeuerte Kampagne gegen säkulare Musik.

## Diskografie
- Sounds of Sudan Vol.1, Songs from Kordofan, World Circuit 1987
- Nujum al-Lail, Stars of the night, Globe Style 1989
- The Merdoum Kings Play Songs of Love, World Circuit 1991
- Le blues de Khartoum, Harmonia mundi 1999
- Ceasefire (mit Emmanuel Jal), Riverboat Records 2005